# Planet starcev
Planet starcev je sedmi studijski album posavske alternativne skupine Demolition Group, izdan 12. maja 2011 v samozaložbi Sintetic Records. Gre za prvi album po obuditvi skupine leta 2010, ki je sledila desetletju neaktivnosti.

## Kritični ozdiv
O albumu sta bili napisani dve pozitivni kritiki. Za rock portal Rockline je Sandi Sadar Šoba o albumu zapisal: "Planet starcev morebiti na prvi pogled ne prinaša obilico novotarij, kot celota pa deluje suvereno, sveže ter zadovolji tudi najzahtevnejše ljubitelje kvalitetne godbe. Demolition Group so presegli vsa pričakovanja! Popravek - potrdili so le svoj status glasbene elite, ki jim na naših tleh lahko dostojno parirajo le redki." Albumu je dodelil nenavadne 4,8 od 5 zvezdic. Za MMC RTV-SLO pa je Dušan Jesih o revitalizirani skupini napisal: "Desetletje, ki je minilo od zadnje studijske izdaje Bič luč+upanje ni pustilo sledov časa na posavskih posebnežih alter rocka. Še več, zdi se celo, kot bi se v vmesnem obdobju nekoliko pomladili."

## Seznam pesmi
Vso glasbo je napisala skupina Demolition Group. Vsa besedila je napisal Goran Šalamon.
| Št.             | Naslov                   | Dolžina |
| --------------- | ------------------------ | ------- |
| 1.              | „Gospodar‟               | 4:00    |
| 2.              | „Nimam rad Boga‟         | 3:26    |
| 3.              | „Dan dolgih sanj‟        | 4:37    |
| 4.              | „Stokrat‟                | 3:14    |
| 5.              | „Nisva tu‟               | 4:41    |
| 6.              | „Romantika‟              | 3:53    |
| 7.              | „Še in več‟              | 3:11    |
| 8.              | „Kriv sem za vse‟        | 3:43    |
| 9.              | „Kak dan‟                | 4:18    |
| 10.             | „Nujno ni‟               | 2:35    |
| 11.             | „Planet starcev (intro)‟ | 3:47    |
| 12.             | „Planet starcev‟         | 4:32    |
| 13.             | „Ljubiva za svet‟        | 5:54    |
| Skupna dolžina: | Skupna dolžina:          | 51:56   |

## Zasedba
Demolition Group
- Goran Šalamon — vokal
- Jože Pegam — saksofon
- Bojan Fifnja — kitara
- Tomi Gregel — bas kitara
- Ivica Gregel — bobni

Tehnično osebje
- Bernard Mihalić — mastering, snemanje, tonski mojster